# 焦塞福·扎利诺

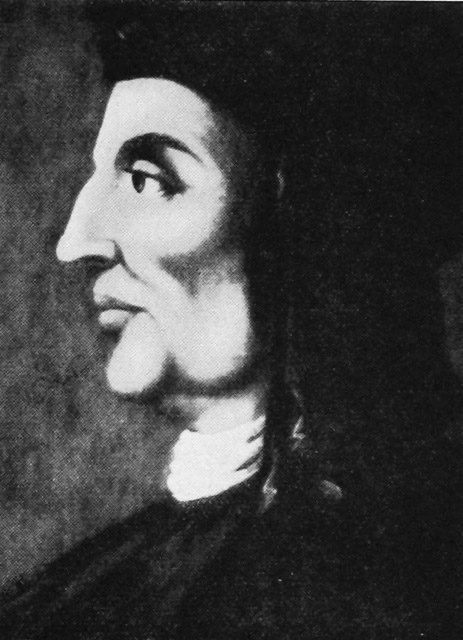
焦塞福·扎利诺

焦塞福·扎利诺 （義大利語：Gioseffo Zarlino；1517年3月22日—1590年2月14日）是一名意大利文艺复兴时期的音乐理论家，作曲家。他被喻为是自波爱修斯后，对音乐理论发展最有影响力的理论家，著有《和声理论》（意大利语：Le Istitutioni Harmoniche）
扎利诺是第一个识别三和弦为一个整体、并且将其使用合理化的音乐理论家。他提出一系列数学理论来证实他的理论。他认为，完美数是6，并且完美数能产生完全协和。他的和声系统的构造是基于前六个自然数的所有比例。而完全协和正是由这些比例所产生的。在他的理论著作中，他详尽地讨论了完全协和（五度，四度，三度，八度，同度）。他更进一步的区分了大三和弦和小三和弦。大三和弦听起来更明亮，更欢快；而小三和弦听起来更忧伤。他的著作涵盖了大部分直至今天还在被应用的和声理论，比如不协和音的处理方法，切分音等等。

## 生平
扎利诺于1517年3月22日出生在意大利威尼斯以南25公里处的基奥贾，1590年2月14日在威尼斯逝世。早年，他在当地的小镇上接受宗教及音乐训练。从1536年至1540年间，他在基奥贾教堂任职歌手和风琴手。于1541年，他前往威尼斯并成为作曲家艾德里安·卫拉尔特的一名学生。于1565年7月5日，他被任命为圣马可教堂的音乐总监，并在此任职直至逝世。

## 外部連結
- Le istituzioni armoniche （页面存档备份，存于） (IMSLP)
- 焦塞福·扎利诺的免费乐谱，由国际乐谱典藏计划提供
- 公有領域聲樂檔案館上焦塞福·扎利诺的作品
- .  (第11版). London. 1911.